# MAN Lion’s City LL
MAN Lion’s City LL – niskopodłogowy, trzyosiowy autobus miejski klasy mega, produkowany przez filię niemieckiej firmy MAN w Sadach koło Poznania – MAN STAR Trucks & Busses a następnie MAN Bus.

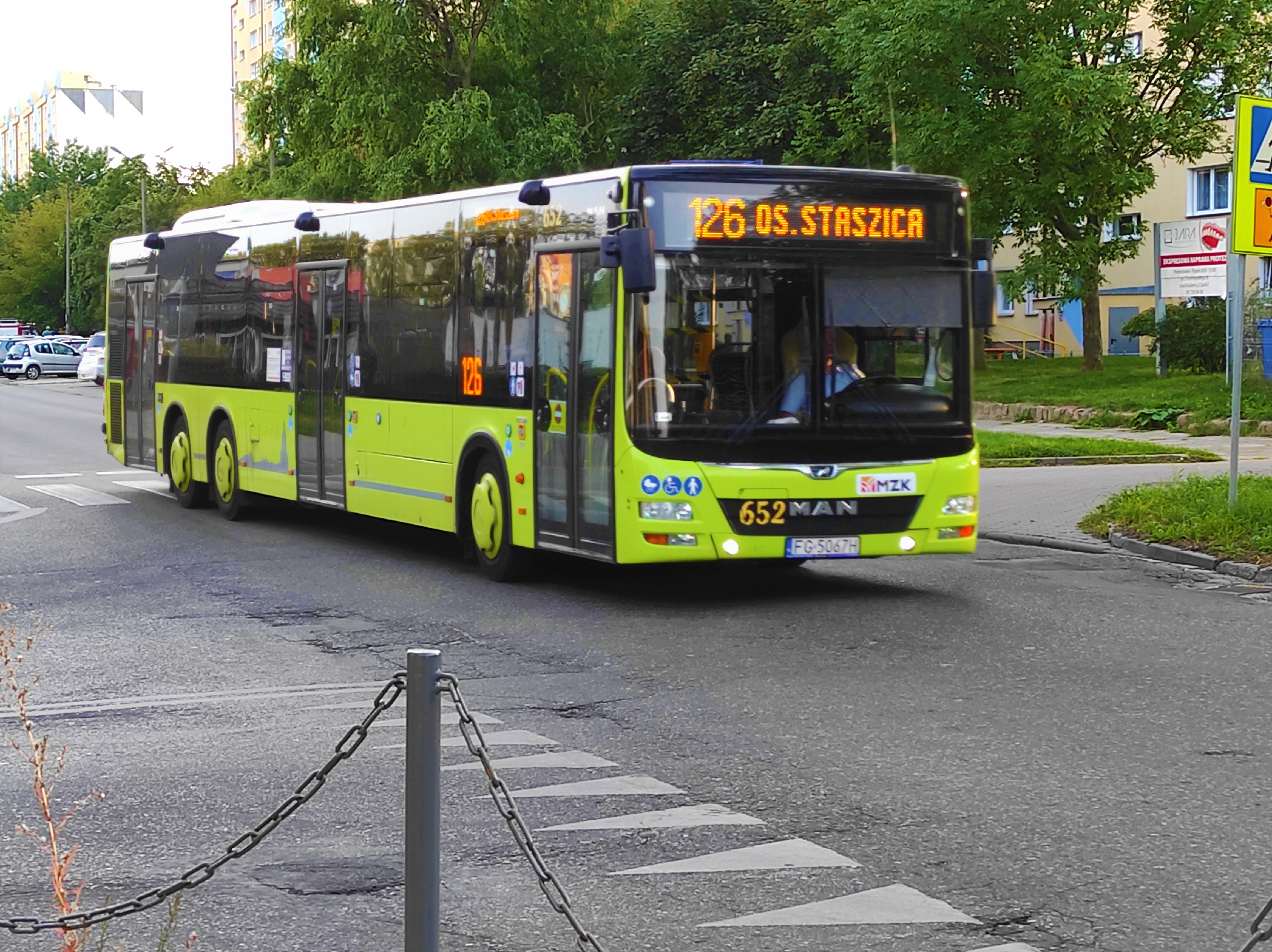
MAN Lion's City LL z 2017 roku w Gorzowie Wielkopolskim